# 反水素

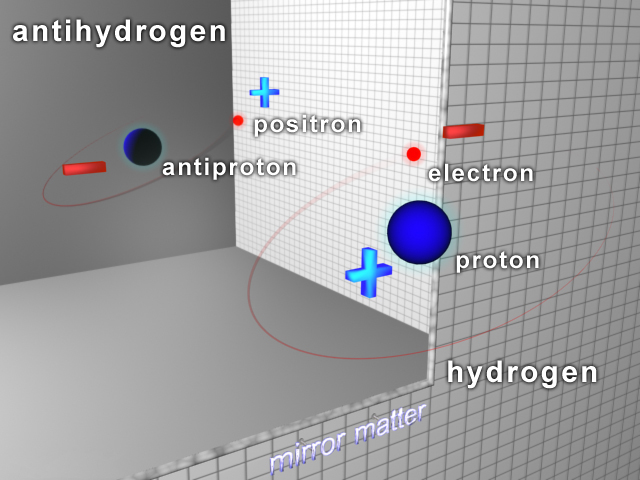
反水素は一個の反陽子と一個の陽電子によって構成される

反水素（はんすいそ、Antihydrogen）は、反物質で構成される元素の一種。
元素記号はH（水素の元素記号Hの上に線を引く。読みは「エイチ・バー」）。原子番号は-1。

## 歴史
1932年、宇宙線の研究をしていたカール・アンダーソンにより、正の電荷を持つ電子、陽電子が発見される。
1955年、エミリオ・セグレとオーウェン・チェンバレンにより、粒子加速器「ベヴァトロン」を用いて反陽子、即ち反水素原子核を発見。この実験では反中性子も発見されていた。
1995年、欧州原子核研究機構 (CERN) とドイツの研究チームにおいて反陽子の周りを陽電子が回る反水素が生成された事が分かり、翌年1月に発表。
2002年、東京大学の早野龍五を含むCERNの国際研究チームは、反水素原子の大量合成（約20時間で5万原子程度）を報告した。
2011年、東京大学や理化学研究所が参加した上記の国際研究チームが、世界最長の16分40秒以上（1000秒間以上）にわたって反水素原子を閉じこめることに成功した。
2016年、CERNのAntihydrogen Laser Physics Apparatus (ALPHA) 実験は、反水素のエネルギー準位1S-2S間の分光スペクトルの観測に成功した。243ナノメートル (nm) のレーザーからの2つの光子によって反水素が励起後に放出した蛍光スペクトルの結果は、同条件での水素と同様のスペクトルであることを示した。この結果はCPT対称性の原則を裏付ける結果となっている。
2020年、CERNはALPHA実験によってさらに反水素の1S-2P間の分光スペクトルの観測にも成功した。厳密にはこの測定で1Sc-2Pf±、1Sd-2Pf±、1Sc-2Pc±、1Sd-2Pc±間の遷移を測定しており、反水素の主量子数n=2、ゼロ磁場における微細構造とラムシフトの検出、推測に成功している。この実験結果も水素のスペクトルと一致しており、CPT対称性が確認された。

## 製法
通常の水素は電子と陽子の各1個から構成されるのに対し、反水素は陽電子と反陽子の各1個から構成される。陽電子も反陽子も通常加速器を用いて比較的高いエネルギーの粒子として生成されるので、それらを冷却する、すなわち、原子冷却技術などを用いて粒子の運動エネルギーを数十ケルビンの熱運動レベル以下に落とす必要がある。
また、生成の際は他の粒子と反応してしまうため、高真空中の磁気トラップ容器内で陽電子と反陽子を混合する。磁場にトラップされるのは陽電子のスピンが偏極した1Sc,1Sd状態の反水素原子のみである。

## 反水素の同位体
反水素 (1H) 以外には、反重水素（D又は2H）と反三重水素（T又は3H）がそれぞれ合成されている。ただし、これらは原子核のみであり、陽電子が原子核を回っている状態ではないので「反原子」とは言えない。